# Horadandia
Genre
Horadandia est un genre de poissons téléostéens d'eau douce ou saumâtre de la famille des Cyprinidae (ordre des Cypriniformes).

## Liste des espèces
Selon World Register of Marine Species (30 janvier 2024) :
- Horadandia atukorali Deraniyagala, 1943 - Sri Lanka
- Horadandia brittani Rema Devi & Menon, 1992 - Inde

## Classification
Le nom valide complet (avec auteur) de ce taxon est Horadandia Deraniyagala, 1943.

## Étymologie
Son épithète spécifique, Horadandia, reprend le terme singhalais pour faux rasbora et fait référence à la proximité avec ces espèces et, en particulier, la forme de la bouche et l'absence de ligne latérale

## Publication originale
- (en) P. E. P. Deraniyagala, « A new cyprinoid fish from Ceylon », Journal of the Ceylon Branch of the Royal Asiatic Society, vol. 35, no 96,‎ 1943, p. 158-159.